# Ojo de Agamotto (Marvel Comics)
El Ojo de Agamotto (/ˈæɡəmɒtoʊ/) es un elemento místico ficticio que aparece en los cómics estadounidenses publicados por Marvel Comics y en Marvel Cinematic Universe, con su primera aparición en Doctor Strange. El artículo aparece en publicaciones, en particular, las que presentan el Doctor Strange. El Ojo de Agamotto y Agamotto en su forma de oruga también aparecieron en el cómic Gold Key Dark Shadows Collinwood Possessed!. El Ojo de Agamotto es el nombre comúnmente dado al amuleto que Strange usa en su pecho, aunque el Ojo en realidad reside dentro del amuleto y se libera de vez en cuando. 
Creado por el escritor Stan Lee y el artista Steve Ditko, apareció por primera vez en "El origen del Dr. Strange", una historia de ocho páginas en Strange Tales # 115 (diciembre de 1963). Al diseñar el Ojo, Ditko se inspiró en el talismán del mundo real "El ojo de Buda que todo lo ve", conocido entre los budistas como el "amuleto de los mártires de los caracoles", un símbolo nepalés destinado a proteger a su portador del mal.
El Ojo de Agamotto aparece en varias formas de medios relacionados con Marvel, como en Marvel Cinematic Universe, el Ojo contiene la Gema del Tiempo, una de las Gemas del Infinito del universo ficticio, divergiendo de la continuidad de los cómics donde la Gema del Tiempo es propiedad de un ser antiguo llamado Ord Zyonz.

## Historia ficticia
Se dice que Agamotto, un poderoso ser místico y uno de los tres Vishanti del Doctor Strange, usó el Ojo durante su época como Hechicero Supremo de la Tierra. Los orígenes del Ojo son actualmente desconocidos, pero hay teorías de cómo llegó a existir. Algunos creen que fue descubierto por Agamotto entre los mares y las estrellas, donde se había desplazado durante siglos. Otros afirman que fue creado por el propio Agamotto, lo que tiene sentido cuando se comparan los poderes del Ojo con los de "el que todo lo ve". 
Se dice que el Ojo de Agamotto recurre a la propia habilidad mística de Agamotto para abarcar distancias y disipar disfraces e ilusiones. Agamotto también es presumiblemente consciente de cada vez que se usa el Ojo e incluso puede grabar esos eventos para verlos posteriormente.
Rintrah, un discípulo del Doctor Strange, es capaz de invocar muchos de los efectos del ojo usando el 'Amuleto de Agamotto'.
En New Avengers Annual # 2 (2008), aunque Strange al principio retuvo tanto el Ojo como la Capa, la Capucha, siguiendo las órdenes de Dormammu, se ha dirigido a Strange para eliminarlo y apoderarse del Ojo de Agamotto. Strange, haber evocado el poder de Zom le dice que él no está listo para usarlo debido a su alma contaminada y su conexión demoníaca.
Strange lo muestra a los Nuevos Vengadores, describiendo al Ojo como "uno de los conductos místicos más poderosos en este plano físico". Strange y los Nuevos Vengadores ahora luchan contra las fuerzas de la Dimensión Oscura cuando Strange busca nuevos candidatos potenciales en el planeta. El Ojo se presenta al nuevo Hechicero Supremo, Hermano Voodoo, en New Avengers # 53, que lo lleva mientras lucha contra Dormammu. Strange había perdido el ojo debido a su propia conexión corrupta con Zom.
Más tarde, el Doctor Doom llega para desafiar el "reclamo" del Hermano Voodoo al Ojo. Doom afirma que el objeto debe pertenecerle, para proteger a los demás, pero abandona el Ojo después de usarlo para ver su futuro, informando al Hermano Voodoo que no obtendrá nada de él.
Cuando el Doctor Strange y Daimon Hellstrom están poseídos por una entidad demoníaca no especificada, intentan reclamar el Ojo del Doctor Voodoo, causando que se teletransporten a la Mansión de los Vengadores. Luke Cage toca el objeto y muta en una versión monstruosa de sí mismo, la entidad que lo ha poseído posteriormente 'saltando' en el Puño de Hierro, que luego se teletransporta con el Ojo, desencadenando una grieta en el cielo que los estados Extraños significan fin de todo. Mientras los Vengadores luchan contra los demonios en la Tierra, Puño de Hierro se encuentra en un vacío blanco donde se encuentra con el Anciano, que afirma ser el responsable de la actual invasión debido a su ira por los recientes "fracasos" de Strange. Cuando Puño de Hierro regresa a la Tierra, ahora vestido con un nuevo traje, afirma que el Anciano le ha dicho que Strange le robó el Ojo al Anciano en lugar de que se lo diera su maestro, desafiando a Strange para admitirlo. la verdad. Notando que tal afirmación contradice todo lo que el Anciano le enseñó sobre el Ojo, Strange se da cuenta de que la entidad a la que se enfrentan no es su amo, con un comentario casual de Spider-Man que hace que los hechiceros se den cuenta de que el enemigo que enfrentan es el propio Agamotto, tratando de reclamar su Ojo después de la aparente 'muerte' de los Vishanti. Aunque el grupo intenta derrotar a Agamotto al habilitar a Wolverine para que actúe como su "avatar", el Doctor Voodoo finalmente se ve obligado a sacrificarse para contener a su enemigo, aparentemente destruyéndose a sí mismo y al Ojo al mismo tiempo.

## Otras versiones
El Ojo y la Capa de Levitación de Strange, se ven en la novela gráfica de 1992 de Hulk Future Imperfect. Establecer cien años en el futuro, después de una guerra nuclear, la capa, hecha jirones, y el Ojo están entre los muchos artefactos en la sala conmemorativa en la casa del asociado de Hulk, Rick Jones. El mismo manto y Eye son luego robados como parte de una trama de Thanatos, una versión de Rick Jones, que deseaba convertirse en la última versión de sí mismo. Gracias a otras versiones, incluidos los ancianos, Thanatos se detiene.
El Ojo es utilizado por la versión 2099 de Hechicero Supremo, una joven que la cuelga en su chaqueta. Se usa para mantener a raya a su mitad demoníaca. Ella se une a la versión 2099 de Spider-Man.

## Poderes
El Ojo es un arma de sabiduría que puede irradiar una poderosa luz mística que permite a Strange ver a través de todos los disfraces e ilusiones, ver eventos pasados , y rastrear seres etéreos y corpóreos por sus emisiones psíquicas o mágicas. La luz emitida por el Ojo también debilita una variedad de seres místicos malvados, como demonios, seres no muertos, entidades extradimensionales oscuras e incluso practicantes humanos suficientemente corruptos de las Artes Oscuras. Strange puede usarlo para investigar las mentes de los demás, proyectar un poderoso escudo místico y crear portales para otras dimensiones. También se ha usado para colocar seres en animación suspendida, y sirve como el broche para su capa de levitación; durante los primeros años de los Defensores Strange usó la luz del ojo para levitar objetos tan pesados como Hulk y el Profesor Xavier más su silla de ruedas juntos, o la Cosa, con un mínimo esfuerzo mientras simultáneamente controlaba mágicamente el manto para volar él mismo, llevando un total de al menos siete Megagramos (siete mil kilogragamos/quince mil libras). El Ojo de Agamotto se puede utilizar para transportar a un grupo de docenas de seres de todo tipo y niveles de poder a otro punto dentro de un universo, como lo hizo Strange para combatir la amenaza de Thanos.

## En otros medios

### Televisión
- El Ojo es exhibido por el Dr. Strange en la serie animada de televisión The Super Hero Squad Show. En un episodio, la interacción con el elemento único de la trama, llamado Fractales del Infinito, resultó en la corrupción del Ojo. Esto hace que el Dr. Strange actúe de manera errática y desquiciada.
- El Ojo es utilizado por Doctor Strange en la serie de dibujos animados de los años 90, Spider-Man en el juego inaugural de la temporada 3, "Doctor Strange".
- El Ojo aparece en las series de Ultimate Spider-Man, Avengers Assemble y Hulk and the Agents of S.M.A.S.H.

### Película
Aparece en la película de directo a video, Doctor Strange: The Sorcerer Supreme. Es un artefacto místico legendario que pertenece al Hechicero Supremo. Anteriormente perteneció al Anciano hasta que pasó al Doctor Strange. Dormammu robó el Ojo mientras se dirigía al Sanctum Sanctorum. Strange, al recordar su entrenamiento con Mordo, absorbe la magia pura con la que el demonio lo bombardea. Como el mismo Dormammu está hecho de magia pura, pronto se desvanece en la nada después de verter su poder en Extraño usando el Ojo de Agamotto.

### Universo Cinematográfico de Marvel
El Ojo de Agamotto aparece en películas de acción real ambientadas en el Universo cinematográfico de Marvel. Esta versión tiene la capacidad de manipular probabilidades y tiempo, ya que contiene la Gema del Tiempo, una de las seis Gemas del Infinito.
- El Ojo aparece por primera vez en Doctor Strange (2016). Originalmente se almacenó en el complejo secreto de los Maestros de las Artes Místicas, Kamar-Taj, hasta que el Doctor Strange lo toma prestado para derrotar a Kaecilius y Dormammu.
- El Ojo reaparece en la posesión de Strange durante Thor: Ragnarok (2017) cuando Thor busca el paradero de su padre.
- El Ojo aparece una vez más en Avengers: Infinity War (2018), en que eso y las otras Gemas del Infinito son el objetivo de Thanos. Uniendo fuerzas con los Vengadores y los Guardianes de la Galaxia, Strange usa el Ojo para ver posibles futuros y determinar cómo pueden ganar, viendo solo un camino hacia la victoria de 14,000,605. En la pelea que siguió con Thanos, Strange finalmente le entrega la Gema del Tiempo a cambio de salvarle la vida a Tony Stark.
- Una versión alternativa del Ojo aparece en Avengers: Endgame (2019), usado por el Ancestral mientras defiende el Sanctum de Nueva York durante la Batalla de Nueva York. Los Vengadores viajan en el tiempo para recuperar versiones pasadas de las Gemas del Infinito, con Bruce Banner viajando al Sanctum para recuperar la Gema del Tiempo de 2012, aunque el Primigenio inicialmente se muestra reacio por temor a que se produzca un caos multiversal si se rinde. Sin embargo, Banner revela que Strange lo abandonó voluntariamente y promete devolverlo a ese momento una vez que haya terminado para mantener la línea de tiempo. Al final de la película, Steve Rogers viaja en el tiempo para devolver las Gemas del Infinito fuera de la pantalla.
- En el episodio de ¿Qué pasaría si...?,  "¿Qué pasaría si... el Doctor Strange perdiera su corazón en lugar de sus manos?", una versión alternativa del Dr. Strange usa el Ojo de Agamotto para viajar en el tiempo y revertir la muerte de su novia Christine Palmer, solo para fallar una y otra vez. En el episodio "¿Qué pasaría si... Thor fuera hijo único?", la Gema del Tiempo aparece en posesión de una versión alternativa de Ultron.
- El Ojo aparece en la película de Spider-Man: No Way Home (2021). Strange comenzó a usar el Ojo de Agamotto una vez más, a pesar de que ya no contenía la Gema del Tiempo.
- El Ojo aparece en la película de Doctor Strange en el multiverso de la locura (2022). Strange usó el Ojo de Agamotto para revelar a un Gargantos invisible que estaba cazando a América Chávez por las calles de la ciudad de Nueva York.